# 橫田淳
横田淳（日语：／ Yokota Jun，1947年6月26日—），日本外交官，历任日本驻香港总领事（大使衔）、驻以色列大使、驻比利时大使。

## 荣誉

### 日本勋章奖章
- 瑞宝中绶章（2021年11月3日公布[1]）